# Appleton Thorn
Pour les articles homonymes, voir Appleton.
Appleton Thorn est un village du borough de Warrington, dans le Cheshire, en Angleterre.

## Culture
Chaque mois de juin, le village accueille la cérémonie de « Bawming the Thorn ». Cette cérémonie date du XIXe siècle ; à l'époque, le village fêtait « Walking Day ». Les enfants de l'école primaire d'Appleton Thorn marchaient à travers le village où avait lieu une rencontre sportive et des jeux à l'école. Ceci se déroule dorénavant dans la salle polyvalente du village.
Cette cérémonie, tombée en désuétude dans les années 1930, a été remise à l'honneur par M. Bob Jones en 1967. « Bawming the Thorn » se passe le samedi. Les enfants de cette école dansent alors autour des arbres.
« Bawming » signifie « décoration » – durant la cérémonie les arbres épineux (épine se dit thorn en anglais) sont décorés avec des rubans et des guirlandes. D'après une légende, l'aubépine à Appleton Thorn s'est développée à partir d'un bouturage de l'aubépine sainte à Glastonbury, on dit que c'est celle-là même qui provient de Joseph d'Arimathie, l'homme qui a assuré l'enterrement de Jésus après sa crucifixion.

## Sources
- (en) Cet article est partiellement ou en totalité issu de l’article de Wikipédia en anglais intitulé « Appleton Thorn » (voir la liste des auteurs).